# Кэррот Топ
Скотт «Кэррот Топ» Томпсон (англ. Scott Thompson; род. 25 февраля 1965, Рокледж, Флорида, США) — американский актёр и комик, известный своими ярко-рыжими волосами, шутками с использованием реквизита и самоуничижительным юмором.

## Ранние годы
Скотт Томпсон родился и вырос в Коко, штат Флорида. В 1983 году окончил школу Cocoa High и поступил во Флоридский Атлантический университет в Бока-Ратоне. Будучи первокурсником, впервые выступает в жанре стендап-комедии совместно с Джошом Абельсоном. Спустя два месяца принимает участие в ночи открытого микрофона, проводившегося в кампусе университета.

## Карьера

### «Комедия реквизита»
Комедийный репертуар Кэррота Топа включает в себя шутки, основанные на задействовании десятков элементов реквизита, которые хранятся в специальных контейнерах на сцене. Доставая какой-либо предмет, он, как правило, иронически описывает его и отбрасывает в сторону. Многие из этих предметов созданы специально для шоу, как например ожерелье с миниатюрными «дедушкиными часами», с помощью которого была сделана пародия на имидж рэпера Флавора Флава.
В 2011 году Кэррот Топ устроил аншлаг в гостинце Лас-Вегаса Luxor, разогревая публику комедийными гэгами перед началом основного шоу, за что был провозглашён «Комиком года».

### Телевидение
В 1996 году Кэррот Топ появляется в эпизоде анимационного шоу Space Ghost Coast to Coast, выходившем в эфире канала Cartoon Network.
16 января 2010 года, совместно с иллюзионистами Пенном и Теллером, принимал участие в игровом реалити-шоу Don’t Forget The Lyrics! в борьбе за приз в один миллион долларов. Неоднократно появлялся в качестве приглашённого гостя в сериале Mind Freak. 8 февраля того же года, будучи приглашённым на «Шоу Джея Лено», подвергся «обстрелу» пирогами от ведущего и другой гостьи программы Эммы Робертс.
Также появлялся в одном из эпизодов телешоу Tosh.0, где получил полный массаж тела от ведущего Дэниела Тоша.

## Фильмография
| Год       |    | Русское название                   | Оригинальное название                       | Роль                       |
| --------- | -- | ---------------------------------- | ------------------------------------------- | -------------------------- |
| 1993      | ф  | Я женился на убийце с топором      | So I Married an Axe Murderer                | выступающий в кафе         |
| 1995      | в  | Песочные часы                      | Hourglass                                   | клерк                      |
| 1996      | в  | Смертельная опасность              | Pure Danger                                 | водитель грузовика морга   |
| 1997      | с  | Шоу Ларри Сандерса                 | The Larry Sanders Show                      | в роли самого себя         |
| 1998      | ф  | Глава правления                    | Chairman of the Board                       | Эдисон                     |
| 1998      | в  | Деннис-мучитель 2                  | Dennis the Menace Strikes Again!            | Сильвестер                 |
| 2000      | с  | —                                  | N.Y.U.K                                     | доктор Юджин Сплайсер      |
| 2001      | с  | Клиника                            | Scrubs                                      | в роли самого себя         |
| 2003      | ф  | Поли Шор мёртв                     | Pauly Shore Is Dead                         | в роли самого себя         |
| 2005      | в  | Таггер: Джип, который хотел летать | Tugger: The Jeep 4x4 Who Wanted to Fly      | коротышка                  |
| 2005      | в  | —                                  | Now That’s Funny                            | н/д                        |
| 2006—2017 | с  | Гриффины                           | Family Guy                                  | в роли самого себя         |
| 2007      | тф | —                                  | Larry the Cable Guy’s Christmas Spectacular | призрак будущего Рождества |
| 2009      | ф  | Мальчишник в Вегасе                | The Hangover                                | в роли самого себя         |
| 2010      | с  | В кубе                             | Cubed                                       | в роли самого себя         |
| 2012      | ф  | Последний звонок                   | Last Call                                   | почтальон                  |
| 2014      | ф  | Срам-ТВ                            | Swearnet: The Movie                         | в роли самого себя         |
| 2015      | с  | Хор                                | Glee                                        | Бларти                     |
| 2016      | с  | Шоу Гэффигана                      | The Jim Gaffigan Show                       | в роли самого себя         |
| 2016      | тф | Акулий торнадо 4: Пробуждение      | Sharknado: The 4th Awakens                  | водитель                   |
| 2016      | с  | —                                  | Hitting the Breaks                          | в роли самого себя         |
| 2017      | с  | На ночь глядя                      | Nightcap                                    | в роли самого себя         |